# Gastronomia de l'Índia
La gastronomia de l'Índia és el conjunt de les diverses cuines regionals que existeixen a l'Índia. Aquesta cuina és el fruit d'una història de 5.000 anys, durant els quals diversos grups humans i culturals han interaccionat amb el subcontinent, i de la forta influència de la religió i de l'ayurveda, amb filosofies molt esteses que cerquen no fer patir als animals, cosa que es tradueix per un predomini del vegetarianisme (encara que també hi hagi plats de carn i, a les localitats costaneres, de peix i marisc).
Així, aquesta cuina es caracteritza pels plats a base d'arròs, de llegums i de verdures estofades, acompanyats amb salses fetes amb curris diversos i olis vegetals. També en són típics els aperitius fregits i els pans sense llevat (chapati), així com l'ús de condiments i espècies en gran quantitat i varietat. Els dolços poden estar perfumats amb diverses espècies, i les begudes predominants són el te, la llet de coco i el iogurt, entre d'altres.
Tot i així, cada regió històrica i cultural té la seva pròpia gastronomia. La primera diferència que es nota és la que hi ha entre les cuines del nord i del sud: al nord es pot emprar oli de mostassa, per exemple, els productes làctics hi són més abundants i els plats, a base d'arròs o de pa, poden incloure iogurt, adobs o chutney. Al sud, l'oli de base és el de coco, i de fet el coco hi és molt present; l'arròs és encara més usat que al nord i s'acompanya amb sopes de tomàquet, tamarinde i llenties; d'altra banda, a més del te també és popular el cafè.

## Història
Moltes receptes encara en vigor provenen de l'antic període vèdic, quan l'Índia encara estava coberta de boscos i l'agricultura era complementada amb la caça i la col·lecta de productes forestals. En aquella època, la dieta ja consistia bàsicament en cereals, fruites, verdures, productes lactis, mel i aviram, així com altres tipus de carn. Amb el temps, alguns segments de la població van abraçar el vegetarianisme; això va ser facilitat per l'arribada del budisme i per un clima propici que permet el cultiu durant tot l'any d'una gran varietat de fruites, verdures i gramínies. Pel seu cantó, l'ayurveda va desenvolupar un sistema de classificació dels aliments entre satàvics, rajàsics o tamàsics que encara es té en compte. El tabú de menjar carn, que encara perdura avui dia, prové d'aquest període.
Durant l'edat mitjana, diverses dinasties del nord de l'Índia, com la dinastia Gupta, van estendre la seva influència cultural a gairebé tot el país. Així mateix, els viatgers que van arribar a través la ruta de la Seda van introduir nous mètodes culinaris i nous productes, com ara el te i les espècies. Més tard, l'Índia va viure un període d'invasions centreasiàtiques, que van propiciar el sorgiment de la cuina mogol, una barreja de cuina tradicional índia, de l'Àsia central i de costums islàmics (com el fet de menjar carn). Això inclou l'addició de condiments diversos, com el safrà, i la pràctica de cuinar en una olla segellada anomenada dum.

## Ingredients bàsics

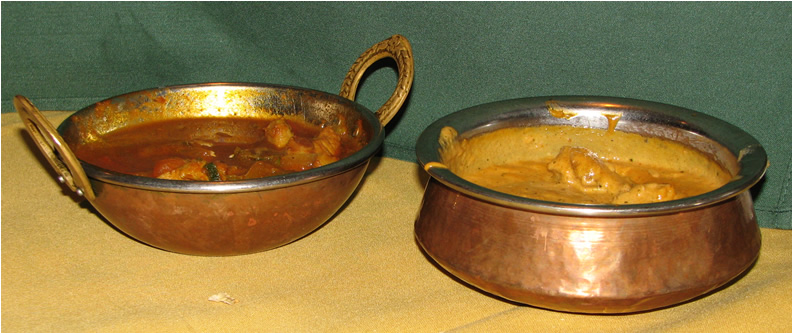
A l'esquerra un petit karahi i a la dreta un handi, ambdós són recipients de coure per a servir el menjar a taula

Els aliments bàsics de la cuina índia, com en la majoria de civilitzacions tradicionals, són cereals com el mill perlat (bajra), l'arròs i la farina de blat integral (atta), acompanyats d'una gran varietat de llegums secs, dels quals destaquen el masoor (llenties vermelles), la txanna (mongeta de Bengala), el toor (pèsol o mongeta groga), l'urad (una mongeta negra) i la mongeta mung. Aquests llegums es cuinen sencers, pelats -dhuli mung o dhuli urad- o triturats -dal-, i també s'utilitzen en forma de farina (besan). El tercer aliment bàsic d'aquesta gastronomia són les verdures, cuinades de diverses maneres.
Altres ingredients característics en són: 
- Les espècies i condiments: cúrcuma, safrà, cardamom, gingebre, coriandre, comí, aigua-ros, menta, etc.
- Els greixos per cuinar vegetals: oli de mostassa, oli de cacauet, oli de coco.
- La fruita fresca (coco, magrana, mango, anacard) i la fruita seca (cacauets, festuc, ametlla).
- I d'altres com la llet de coco, la llet animal, el iogurt, la mantega i el sèsam.Un forn tandoor indi. S'hi cou el pollastre tandoori i el pa naan, per exemple

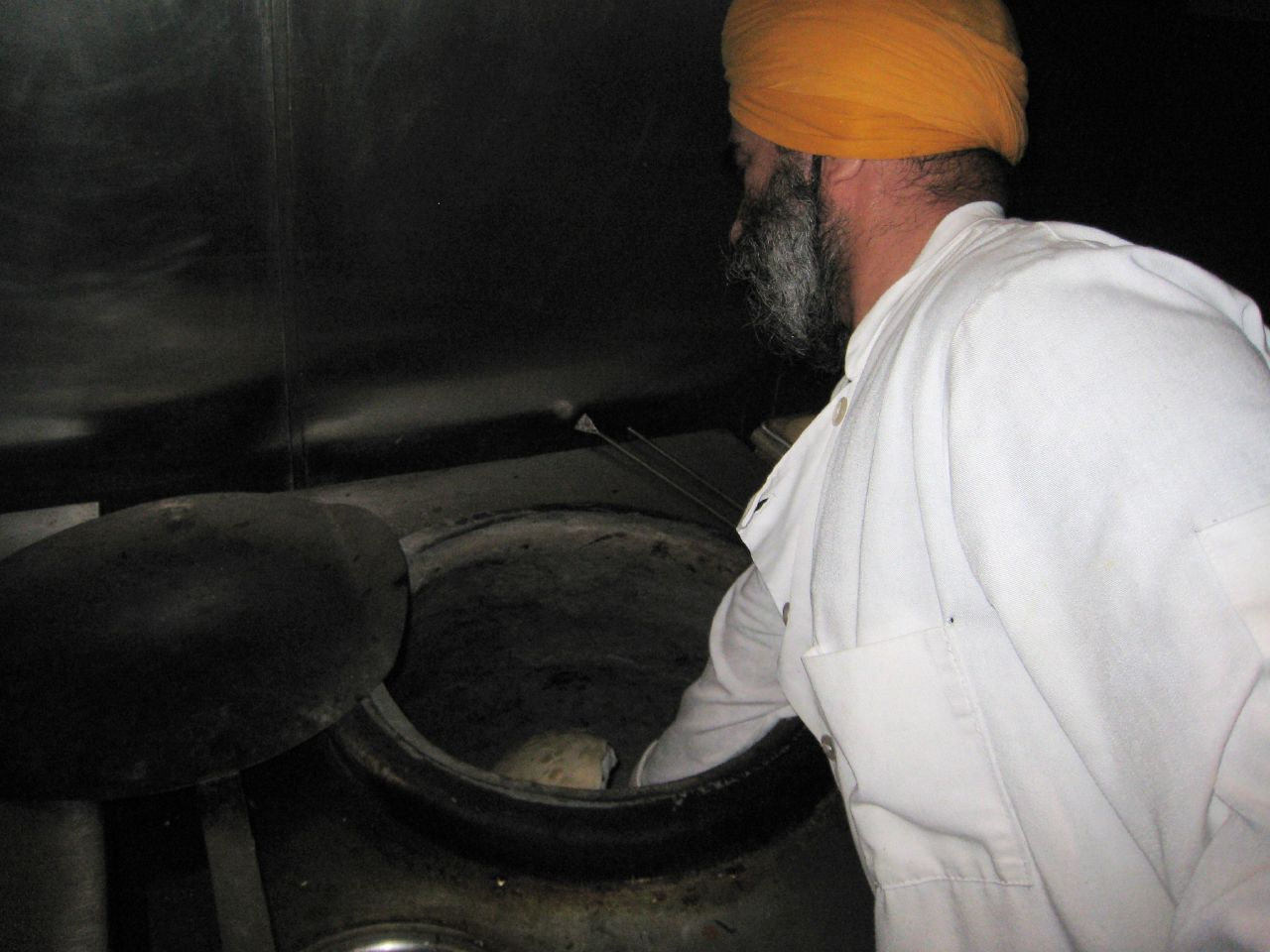
Un forn tandoor indi. S'hi cou el pollastre tandoori i el pa naan, per exemple

A més, en proporcions diverses segons les contrades, també s'utilitzen productes animals com el peix i el marisc, així com la carn (en general de pollastre, porc o xai).

## Tècniques i utensilis
El tandoor és un tipus de forn que serveix per a coure aliments, com per exemple diversos tipus de pans plans, que se situen verticalment tocant les parets de forn. També s'hi poden coure, disposades horitzontalment, les samoses.
Els plats cuits d'aquesta manera poden rebre l'adjectiu tandoori per indicar-ho; d'aquests, un dels més coneguts internacionalment és el pollastre tandoori, que es talla a trossos que s'enfilen en tiges de metall i són introduïdes dintre d'aquest forn.
S'usa el morter per a picar condiments i espècies, que en forma de pasta o una mena de picada formen diferents curris indispensables en moltes salses i estofats.

## Cuines locals i regionals

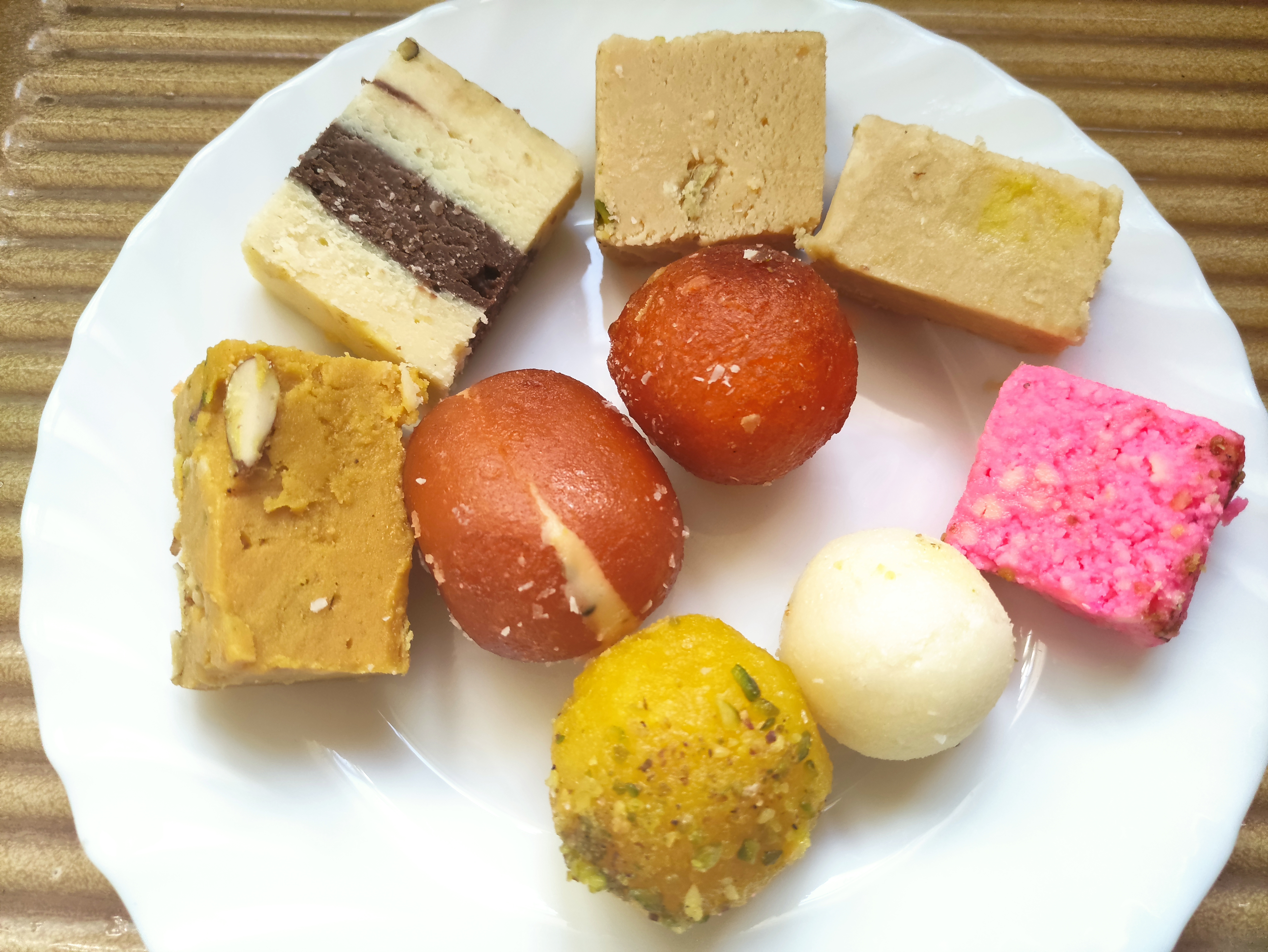
Assortit de dolços indis.

No existeix una cuina índia única general amb un gust i gramàtica simple i coherent, sinó que cada país de l'Índia té una cuina pròpia segons la seva cultura, geografia, clima, tradicions, costums i gustos locals. Algunes d'aquestes cuines són les següents:
- Cuina a Jharkhand
- Cuina de Jodhpur
- Cuina de Goa